# Једић
Једић (Aconitum) је род скривеносеменица из фамилије љутића (Ranunculaceae). Обухвата преко 250 врста зељастих биљака. Све врсте овог рода поседују супстанце, које их чине отровним за људе. Сам назив рода на српском језику потиче од речи јад/јед = отров.

## Списак познатијих врста
| - Aconitum ajanense - Aconitum albo-violaceum - Aconitum altaicum - Aconitum ambiguum - Aconitum angusticassidatum - Aconitum anthora - Aconitum anthoroideum - Aconitum apetalum - Aconitum axilliflorum - Aconitum baburinii - Aconitum baicalense - Aconitum barbatum - Aconitum besserianum - Aconitum biflorum - Aconitum bucovinense - Aconitum burnatii - Aconitum carmichaelii - Aconitum charkeviczii - Aconitum chasmanthum - Aconitum cochleare - Aconitum columbianum - Aconitum confertiflorum - Aconitum consanguineum - Aconitum coreanum - Aconitum crassifolium - Aconitum cymbulatum - Aconitum decipiens - Aconitum degenii - Aconitum delphinifolium - Aconitum desoulavyi - Aconitum ferox - Aconitum firmum - Aconitum fischeri - Aconitum flerovii - Aconitum gigas - Aconitum gracile - Aconitum helenae | - Aconitum hosteanum - Aconitum infectum - Aconitum jacquinii - Aconitum jaluense - Aconitum jenisseense - Aconitum karafutense - Aconitum karakolicum - Aconitum kirinense - Aconitum krylovii - Aconitum kunasilense - Aconitum kurilense - Aconitum kusnezoffii - Aconitum kuzenevae - Aconitum lasiostomum - Aconitum leucostomum - Aconitum longiracemosum - Aconitum lycoctonum - Aconitum macrorhynchum - Aconitum maximum - Aconitum miyabei - Aconitum moldavicum - Aconitum montibaicalense - Aconitum nanum - Aconitum napellus - Aconitum nasutum - Aconitum nemorum - Aconitum neosachalinense - Aconitum noveboracense - Aconitum ochotense - Aconitum orientale - Aconitum paniculatum - Aconitum paradoxum - Aconitum pascoi - Aconitum pavlovae - Aconitum pilipes - Aconitum plicatum - Aconitum podolicum | - Aconitum productum - Aconitum pseudokusnezowii - Aconitum puchonroenicum - Aconitum raddeanum - Aconitum ranunculoides - Aconitum reclinatum - Aconitum rogoviczii - Aconitum romanicum - Aconitum rotundifolium - Aconitum rubicundum - Aconitum sachalinense - Aconitum sajanense - Aconitum saxatile - Aconitum sczukinii - Aconitum septentrionale - Aconitum seravschanicum - Aconitum sichotense - Aconitum smirnovii - Aconitum soongaricum - Aconitum stoloniferum - Aconitum stubendorffii - Aconitum subalpinum - Aconitum subglandulosum - Aconitum subvillosum - Aconitum sukaczevii - Aconitum taigicola - Aconitum talassicum - Aconitum tanguticum - Aconitum tauricum - Aconitum turczaninowii - Aconitum umbrosum - Aconitum uncinatum - Aconitum variegatum - Aconitum volubile - Aconitum vulparia - Aconitum woroschilovii |